# Глинський (герб)
Глинський (пол. Glinski) — родовий княжий, шляхетський герб русько-татарського походження. Герб належав руським князям Глинським, що мали наділ в Сіверщині.

## Опис
В червоному полі княжий престол (брама), над ним скіпетр, рукоятка якого, що має вид хреста, утворює третю, середню ногу престолу.

## Історія
Герб має витоки в символіці Криму.

## Роди
Гербом мали право користуватись шляхетські родини: Дашковичів (Daszkowicz), Глинських (Gliński, Hliński), Lichodziejewski, Lichodziejski, Мамаї (Mamaj).